# Matthias Stomer

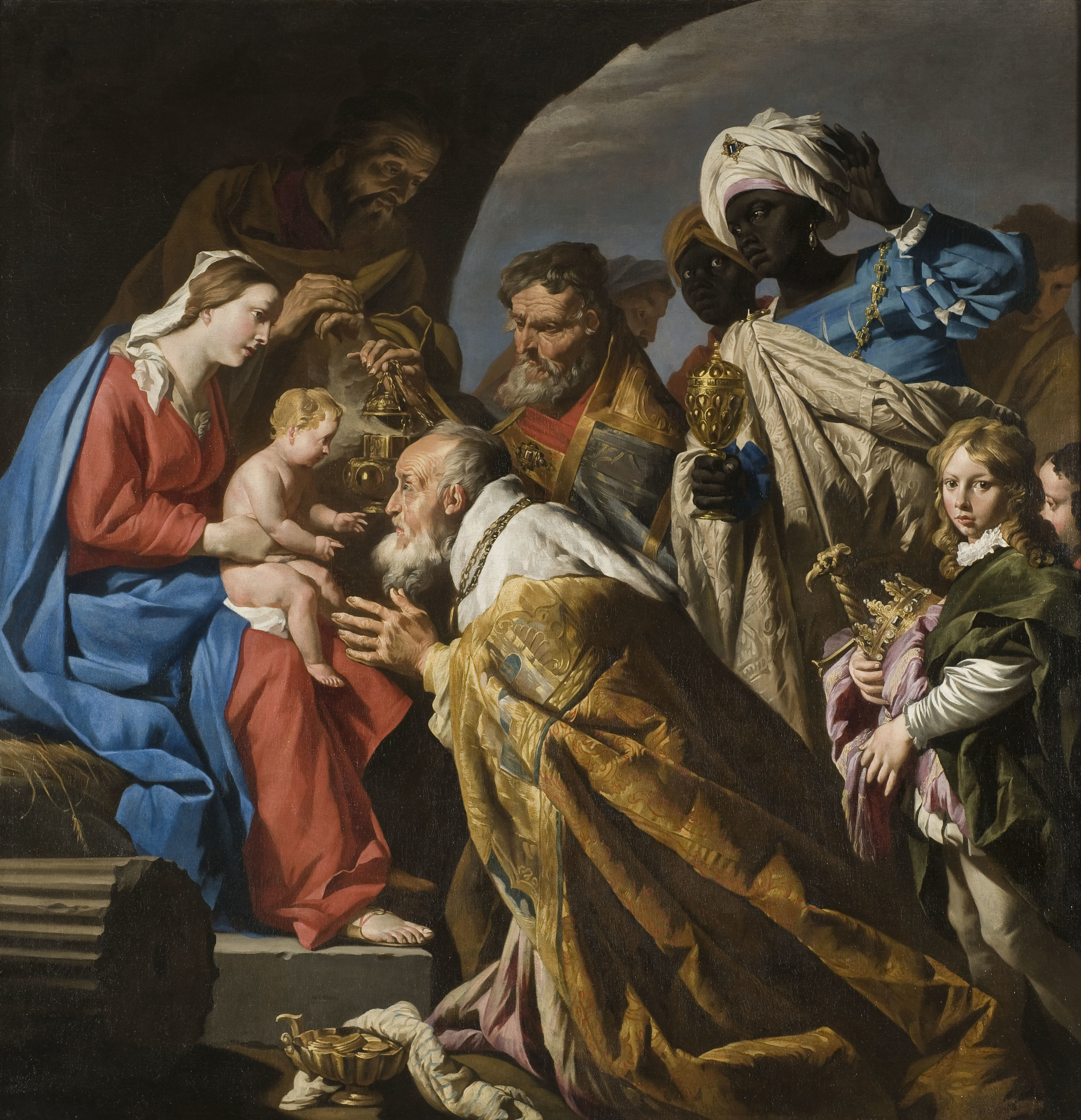
Matthias Stomer, Pokłon Trzech Króli

Matthias Stomer lub Stom, dawniej Mistrz Śmierci Katona (ur. ok. 1600 w Amersfoort, zm. po 1649 na Sycylii) – holenderski lub flamandzki malarz epoki baroku.
Formy nazwiska: Stomer, Stom, Stooms, Stohom, Stomma, Sturm, Schem, Tomar
Formy imienia: Matthias, Matheo, Matteo
Niewiele wiemy o jego życiu. Na pewno był uczniem Abrahama Bloemaerta w Utrechcie. Większą część życia artystycznego spędził we Włoszech. Od 1615 był uczniem Gerrita van Honthorsta w Rzymie, gdzie przebywał do 1633. Później wyjechał do Neapolu, a następnie do Palermo. Zmarł na Sycylii.
Malował przede wszystkim historie religijne (sceny z życia Chrystusa i Starego Testamentu), oraz sceny rodzajowe. Był pod silnym wpływem Caravaggia oraz jego naśladowców.
Jego syn Mattia Stomer i wnuk Giovanni Stomer także byli malarzami.

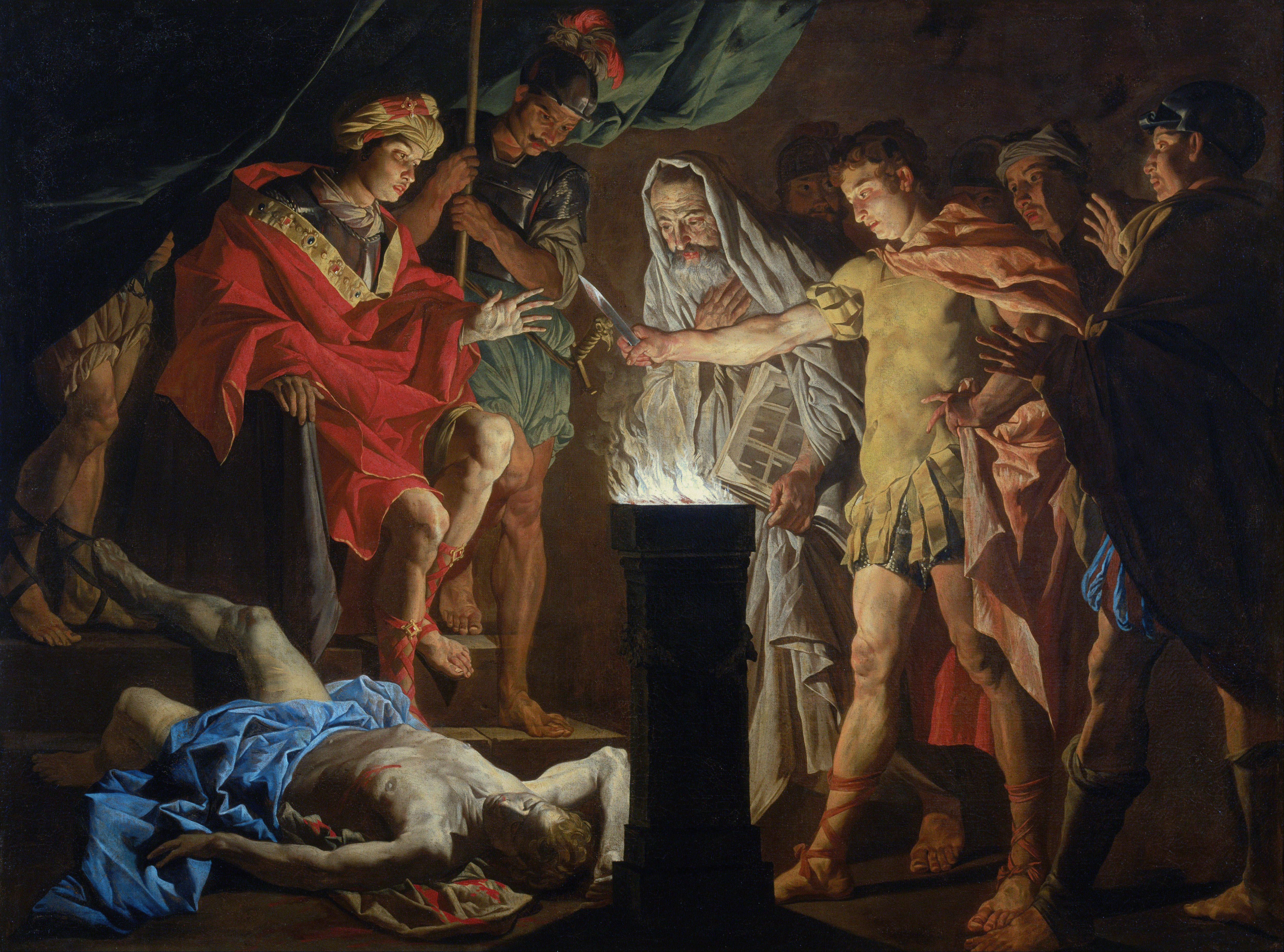
Matthias Stomer, Mucius Scevola

## Wybrane dzieła
- Adoracja pasterzy – Nantes, Musée des Beaux-Arts,
- Adoracja pasterzy – Neapol, Museo di Capodimonte,
- Adoracja pasterzy – Monreale, Palazzo Comunale,
- Chłopiec z pochodnią (1622) – St. Petersburg, Ermitaż,
- Chrystus między uczonymi – Monachium, Stara Pinakoteka,
- Chrystus na Górze Oliwnej – Berlin, Gemaeldegalerie,
- Chrystus w Emaus (ok. 1630-40) – Madryt, Muzeum Thyssen-Bornemisza,
- Cierniem koronowanie – Katania, Museo Civico,
- Ezaw sprzedaje swoje pierworództwo – Berlin, Gemaeldegalerie,
- Ezaw i Jakub (ok. 1640) – St. Petersburg, Ermitaż,
- Izaak błogosławiący Jakuba (ok. 1635) – Birmingham, Barber Institute of Fine Arts,
- Mucius Scevola – Melbourne, National Gallery,
- Niedowiarstwo św. Tomasza – Madryt, Prado,
- Piłat umywający ręce (ok. 1640) – Paryż, Luwr,
- Pojmanie Chrystusa – Ottawa, National Gallery of Canada,
- Pojmanie Samsona – Turyn, Galleria Sabauda,
- Pokłon Trzech Króli – Rouen, Musée des Beaux-Arts,
- Pokłon Trzech Króli – Sztokholm, Nationalmuseum,
- Samson i Dalila (ok. 1630) – Rzym, Palazzo Barberini,
- Stara kobieta ze świecą (ok. 1640) – St. Petersburg, Ermitaż,
- Śmierć Katona – Katania, Museo Civico,
- Śmierć Katona – Valletta, National Museum of Fine Arts,
- Św. Piotr – Muzeum Narodowe w Warszawie,
- Tobiasz i anioł – Haga, Museum Bredius,
- Uzdrowienie Tobiasza – Katania, Museo Civico,
- Wieczerza w Emaus – Neapol, Museo de Capodimonte.